# Palacio de Festivales de Cantabria

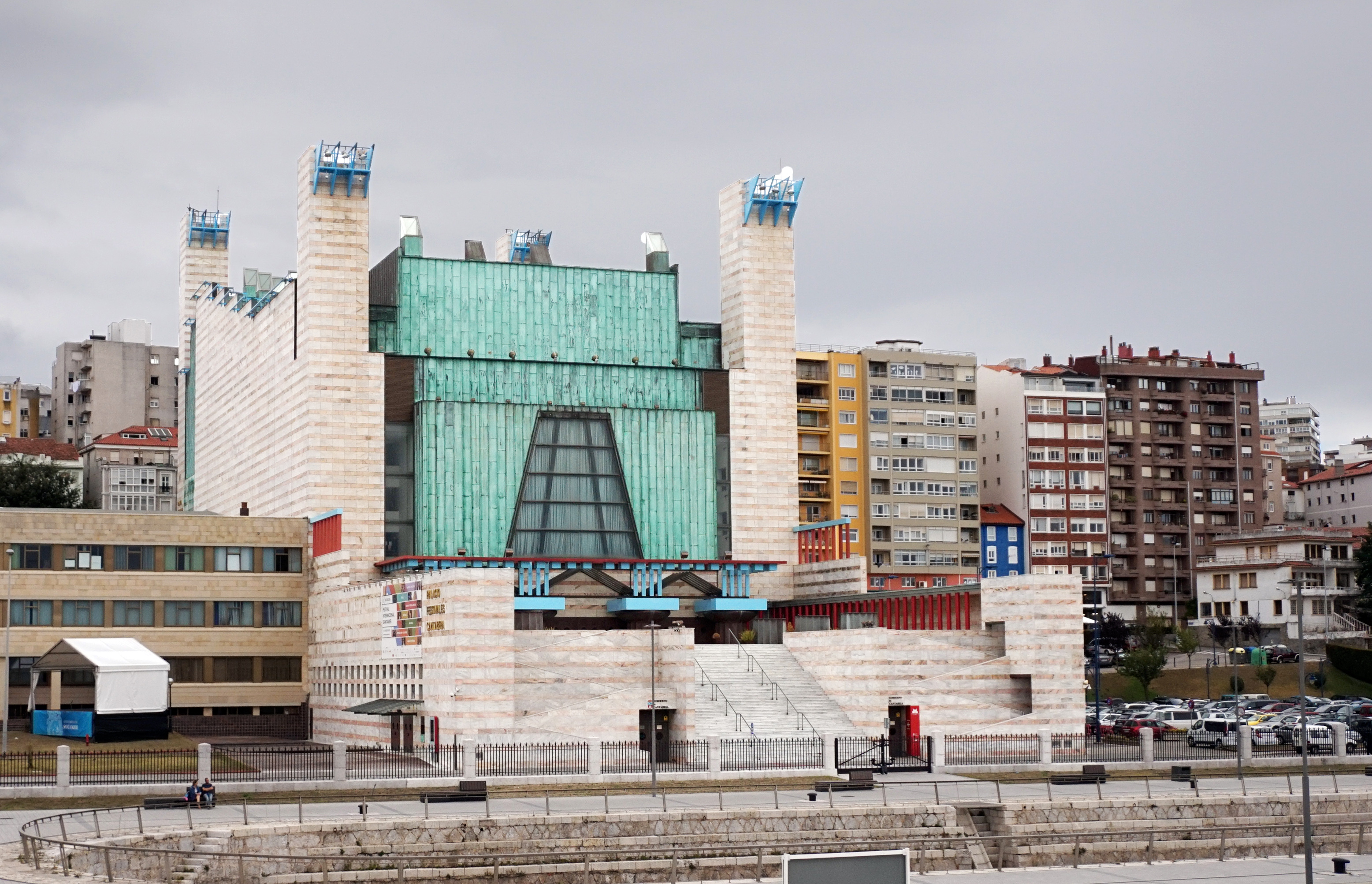
El Palacio de Festivales de Santander (Cantabria), acoge a lo largo del año, toda clase de espectáculos artísticos.

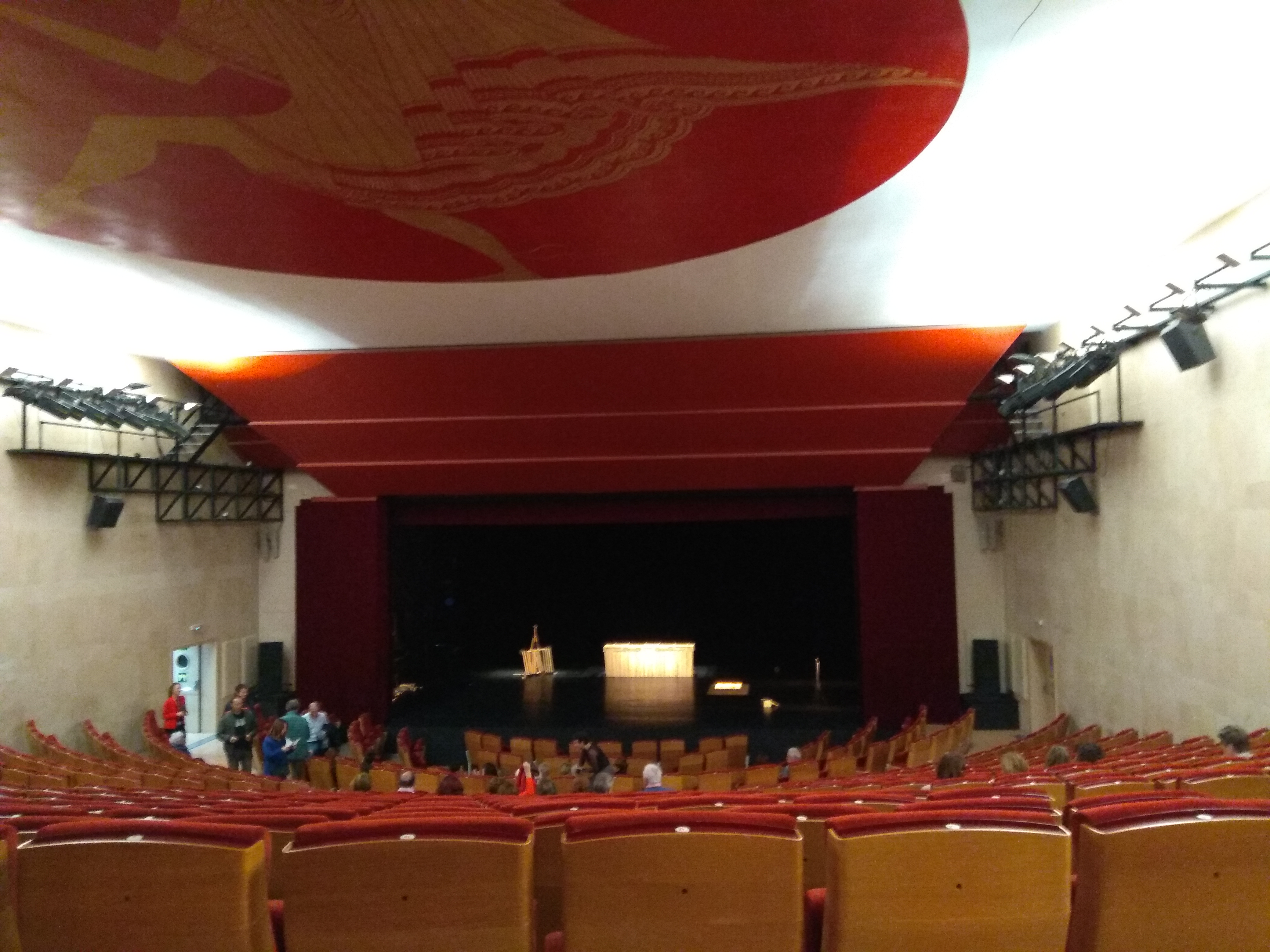
Sala Pereda

El Palacio de Festivales de Cantabria (PFC) es un emblemático teatro de la ciudad de Santander, en Cantabria (España). El edificio está situado frente a la bahía de Santander y sus amplias instalaciones e infraestructura técnica permiten además la celebración de congresos, juntas y convenciones de cualquier tipo. Con una vocación multidisciplinar (teatro, cine, música y danza), este centro cultural ofrece una programación artística continuada durante todo el año, atrayendo personalidades relevantes de la escena, tanto nacional como internacional.
Los materiales que predominan en el edificio son el mármol y el cobre. Su entrada principal se inspira en los teatros griegos y su interior destaca por su lograda acústica.
El Palacio de Festivales se ha convertido en símbolo arquitectónico y cultural del Santander del siglo XX. Desde 1952 se utilizó la Plaza Porticada para acoger el Festival Internacional de Santander (FIS), pero era una medida provisional. No es hasta el año 1990 cuando el Palacio de Festivales, obra del arquitecto navarro Francisco Javier Sáenz de Oiza, es concluido y desde entonces acoge cada verano el Festival Internacional, que hasta la fecha se celebraba en la plaza Porticada. Además, a lo largo del año, toda clase de espectáculos artísticos tienen cabida en el Palacio de Festivales, así como actividades docentes y pedagógicas.

## Salas
El Palacio de Festivales cuenta con tres salas principales: 
- Sala Argenta. Es la más grande de todas. Cuenta con aforo para 1.670 personas. Tiene un escenario de más de 500m², además de múltiples camerinos.

- Sala Pereda. Tiene capacidad para 570 personas.

- Sala María Blanchard. Cuenta con capacidad para 120 personas. Se inspira en un anfiteatro griego.[1]

## Edificio polémico
Desde su inauguración el edificio estuvo rodeado de polémica debido a su sobrecoste final, principalmente por la calidad del mármol; su monumental tamaño; la carencia de luz natural en el interior; los controvertidos accesos al patio de butacas por debajo del escenario y la falta de espacio entre filas de butacas que obligó a cambiar la distribución de estas dos semanas antes de su inauguración.
Una de las características principales del proyecto de Sáenz de Oiza permitía, a través del enorme trapecio acristalado de la fachada principal, la visión por parte de los espectadores de la bahía de Santander desde la platea, singularidad que en escasas ocasiones se ha podido poner en práctica debido a los problemas que plantea la apertura de la fachada acristalada.